# 957

## Събития
- Киевската княгиня Олга приема християнството в Константинопол